# Ясновка (приток Пизи)
Ясновка (в верховье — Малая Буренка) — река в России, протекает по Чайковскому муниципальном району Пермского края. Устье реки находится в 61 км по правому берегу реки Пизь, в приграничье с Республикой Башкортостан. Длина реки составляет 11 км.

## Данные водного реестра
По данным государственного водного реестра России относится к Камскому бассейновому округу, водохозяйственный участок реки — Кама от Воткинского гидроузла до Нижнекамского гидроузла, без рек Буй (от истока до Кармановского гидроузла), Иж, Ик и Белая, речной подбассейн реки — бассейны притоков Камы до впадения Белой. Речной бассейн реки — Кама.
Код объекта в государственном водном реестре — 10010101412111100016615.